# Van Delen

Familiewapen van Van Delen (1814)

Van Delen is een oud-adellijk Nederlands geslacht waarvan leden sinds 1814 tot de moderne Nederlandse adel behoren en dat in 1956 uitstierf.

## Geschiedenis
De stamreeks begint met Brand van Delen die in 1379 werd beleend met het goed Ten Hage te Aanstoot bij Otterlo en in 1380 met het goed Esvelt bij Barneveld. Leden van het geslacht werden in de eeuwen erna aangeduid als ridder of als knape en hadden zitting in de Ridderschappen van Veluwe en Nijmegen. In 1686 werd aan de familie Van Delen van Laar een attest verleend door de Ridderschap dat ze van oudsher een "adellijke familie van het Quartier van Veluwe" is geweest. Bovendien parenteerde zij zich aan andere adellijke geslachten uit die contreien en dienden in bestuursfuncties, bijvoorbeeld als schepen en burgemeester van Arnhem en Harderwijk, of als militair hun land. Daarnaast bekleedden zij kerkelijke functies, waren ouderling dan wel afgevaardigden naar de classes.
In de achttiende eeuw splitste het geslacht zich in twee takken: die van Druten en die van Lakenburg. Druten kwam door huwelijk in 1684 in het geslacht en bleef dat tot in 1866 waarna nakomelingen het huis lieten slopen. Lakenburg kwam in 1749 door een legaat in het geslacht en bleef dat tot eind 19e eeuw.
Bij Souverein Besluit van 28 augustus 1814 werden twee nazaten benoemd in de Ridderschap van Gelderland. Bij KB van 10 augustus 1881 werd voor een zoon van een van hen, burgemeester Jacob Jan Hendrik van Delen (1836-1895), erkend de titel van baron op allen; met zijn dochter stierf het geslacht in 1956 uit.

## Enkele tegen

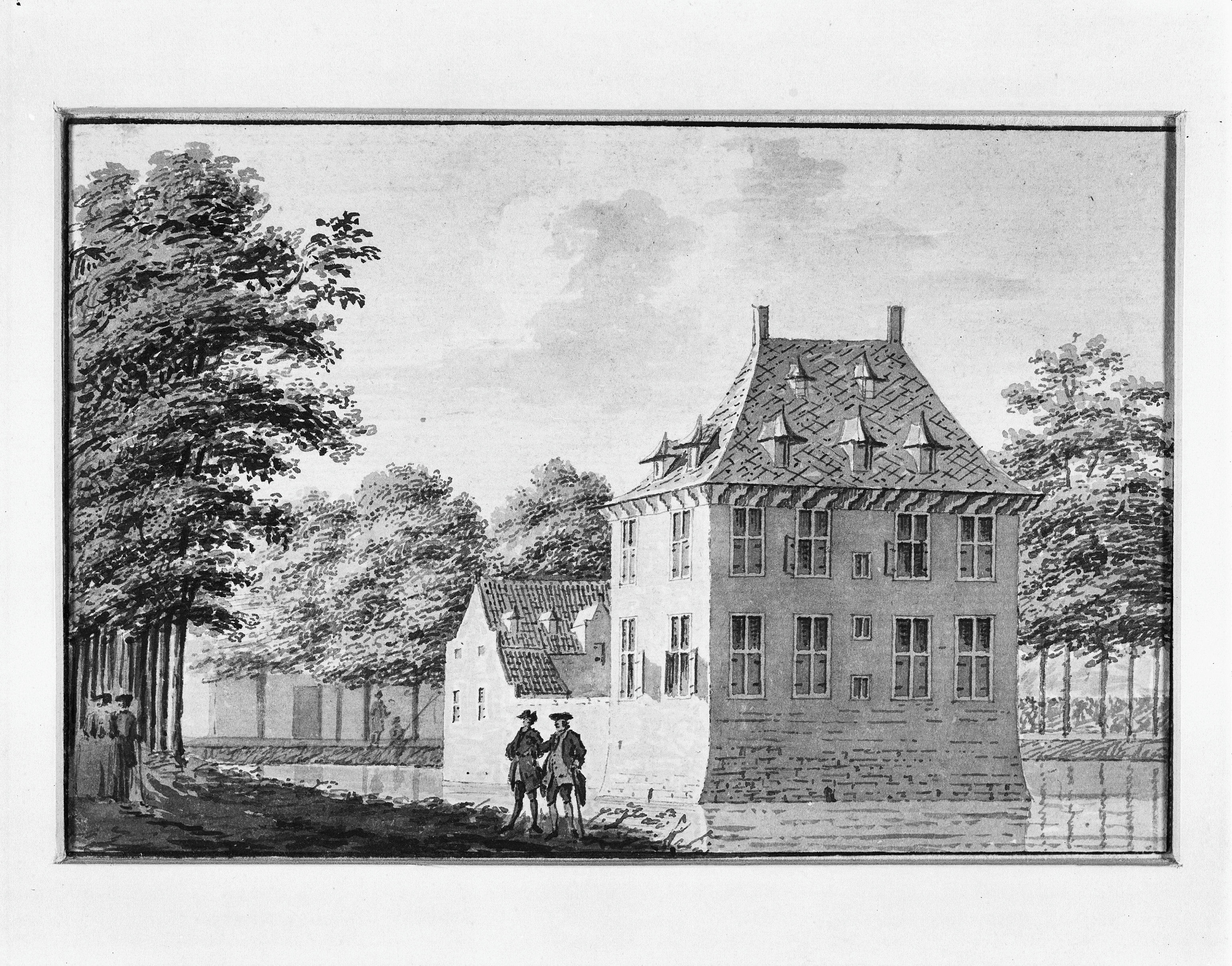
Kasteel Druten (18e eeuw)

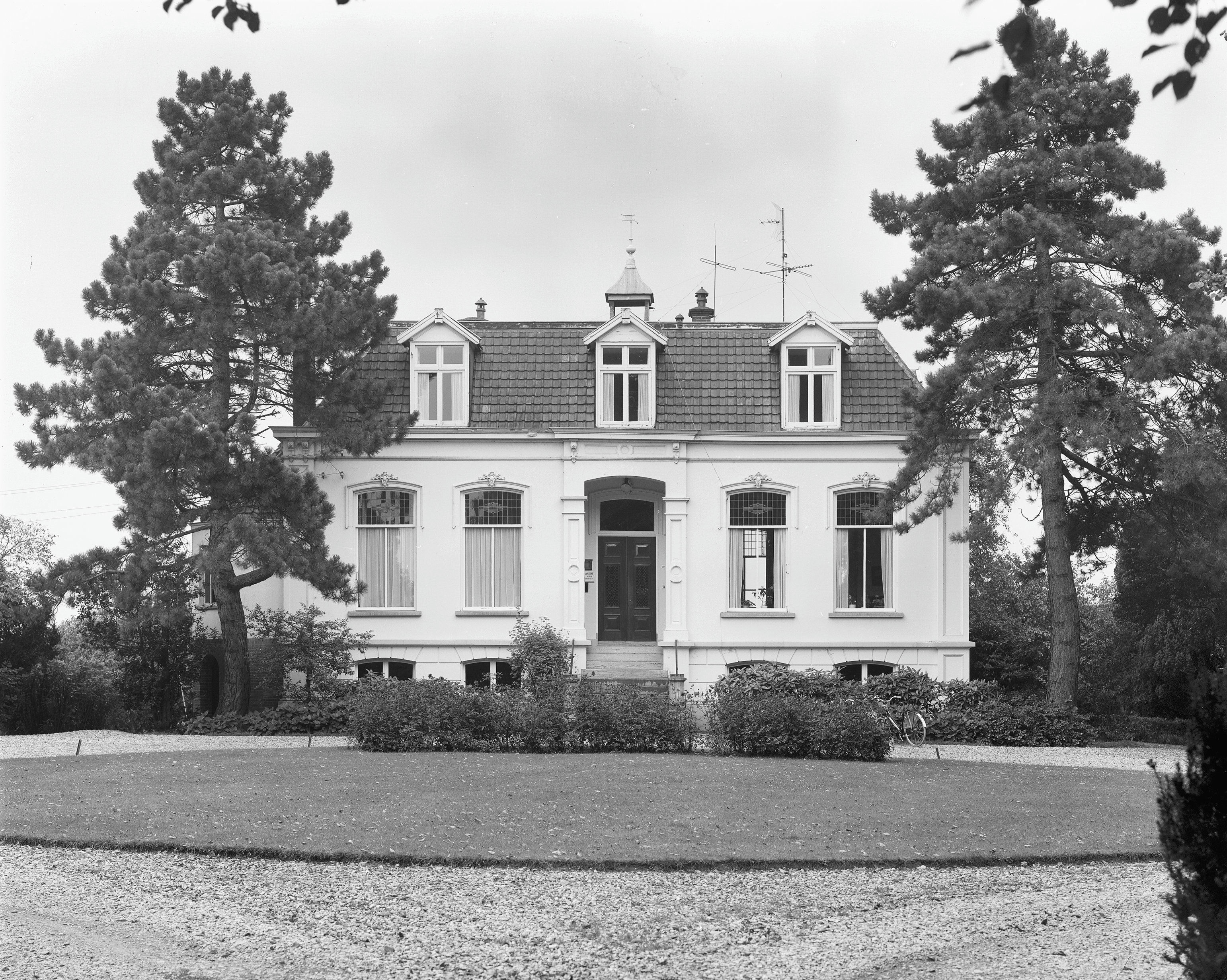
Huis Lakenburg (1969

Steven van Delen, heer van Middeldorp (1658-1716), in de Ridderschappen van Veluwe en Nijmegen, in de Staten van Gelre; trouwde in 1684 met Jeannette Agnes van der Meulen, vrouwe van Neder- en Overasselt, Schonenburg en Druten († 1712)
- Johan Hendrik van Delen, heer van Druten en Horssen (1693-1733), in de Ridderschap van Nijmegen
  - Steven van Delen, heer van Druten, Medel en Latenstein (1727-1771), in de Ridderschap van Nijmegen, heemraad, richter en dijkgraaf
    - Jhr. Jan Hendrik van Delen, heer van Medel en Latenstein, van Druten en Lakenburg (1737-1831), in de Ridderschap van Nijmegen, lid Ridderschap van Gelderland
      - Jkvr. Maria Wilhelmina van Delen, vrouwe van Lakenburg (1793-1871); trouwde in 1829 met haar verwant jhr. Johan Casper Ferdinand van Delen, heer van Lakenburg (1779-1872)
      - Jhr. Steven van Delen, heer van Druten (1796-1866), laatste eigenaar van en overleden op huis Druten
        - Jhr. Nicolaas Hans Willem van Delen (1839-1889), lid gemeenteraad van Druten
          - Jkvr. Sophie van Delen (1871-1940), laatste telg van de tak Druten
- Steven van Delen, heer van Lent (1696-1762), in de Ridderschap van Nijmegen, heemraad; trouwde in 1736 met Maria Polixena Henriette von Zobel, vrouwe van Grosskünkel en Hückelhoven (1700-1757)
  - Johan Jacob van Delen, heer van Hückelhoven (1743-1786), kornet
    - Jhr. Johan Casper Ferdinand van Delen, heer van Lakenburg (1779-1872), officier, burgemeester van Dovern (Rheinland), lid Ridderschap van Gelderland; trouwde in 1829 met zijn verwante jkvr. Maria Wilhelmina van Delen, vrouwe van Lakenburg (1793-1871)
      - Jacob Jan Hendrik baron van Delen (1836-1895), burgemeester van Wamel en Leeuwen
        - Maria Wilhelmina barones van Delen (1875-1956), laatste telg van het geslacht